# ゲルハルト (マルク伯)
ゲルハルト（Gerhard, Graf von Mark, 1380/5年 - 1461年9月12日/13日）は、マルク伯（在位：1417年 - 1461年）。

## 生涯
ゲルハルトはマルク伯・クレーフェ伯アドルフ3世と、ベルク伯ゲルハルトの娘マルガレーテ・フォン・ユーリヒの三男、末息子として生まれた。1409年に長兄アドルフに対して戦争を仕掛けたが、1423年にはケルン大司教ディートリヒ2世・フォン・メールスの支援を受け、兄アドルフはマルク伯領の大部分を終身年金として（正式には摂政として）譲らざるを得なかった。それにもかかわらず、ゲルハルトは兄や甥のヨハン1世と戦い続けた。ゲルハルトの死後、マルク伯領はヨハン1世のものとなり、マルク伯領とクレーフェ公領は最終的に統一された。